# Antrophyum austroqueenslandicum
Antrophyum austroqueenslandicum là một loài dương xỉ trong họ Pteridaceae. Loài này được D.L.Jones mô tả khoa học đầu tiên năm 1998.